# دونكان وايت
دونكان وايت هو منافس ألعاب قوى سريلانكي، ولد في 1 مارس 1918 في سريلانكا في الإمبراطورية الهولندية، وتوفي في 3 يوليو 1998 في نانيتون ‏ في المملكة المتحدة.

## وصلات خارجية
- دونكان وايت على موقع الاتحاد الدولي لألعاب القوى (الإنجليزية)
- دونكان وايت على موقع اللجنة الأولمبية الدولية (الإنجليزية)
- دونكان وايت على موقع أوليمبيديا (الإنجليزية)